# Hans Kammerlander
Sept sommets secondaires
Hans Kammerlander, né le 6 décembre 1956 à Acereto (en allemand Ahornach), une frazione de la commune de Campo Tures, dans la province autonome de Bolzano, en Italie, est un alpiniste italien.

## Biographie
Hans Kammerlander est le dernier enfant d'une fratrie de six, de parents paysans en montagne.
À huit ans, il suit secrètement deux touristes jusqu'au sommet du Moosstock (3 059 m), dans la province autonome de Bolzano. Ce jour-là est une révélation ; « l'un des jours les plus importants de ma vie » dit-il.
Il débute l'alpinisme dans les Dolomites, poursuit ensuite dans les grandes parois des Alpes.
Jeune grimpeur surdoué et très résistant, il est repéré par Reinhold Messner, dont il devient l'équipier au début des années 1980. Avec lui, il gravit sept des quatorze « 8 000 » de la planète. Il enchaîne :
- 1983 : Cho Oyu (8 201 m)[2] ;
- 1984 : traversée des deux Gasherbrum (8 068 m et 8 035 m) d’une traite, sans retour à un camp de base, en style alpin et sans oxygène[3] ;
- 1985 : Annapurna (8 091 m) et Dhaulagiri (8 167 m) ;
- 1986 : Lhotse (8 516 m) et Makalu (8 463 m).

En 1987, il escalade le Cerro Torre (3 102 m) en Patagonie, longtemps considéré comme la montagne la plus difficile à gravir, en seulement 17 heures.
En 1990, il gravit le Nanga Parbat (8 125 m) avec Diego Wellig. Ils font la première descente à ski de ce sommet ensuite.
En 1993, il parvient au sommet du Shivling par son pilier nord avec Christopher Hainz.
Au mois de mai 1996, il gravit l’Everest en seulement 23,5 heures aller-retour (style alpin, sans oxygène, hérité de Messner, minimum de charge, sans porteur, avec une grande rapidité de réalisation) et réalise la première descente à ski du plus haut sommet du monde.
En 2001, avec l’ascension du K2 (8 611 m), il gravit son douzième 8 000.
En janvier 2012, avec l'ascension du mont Tyree en Antarctique, il devient le premier à avoir gravi les sept seconds sommets,.
Au cours de sa carrière, Hans Kammerlander a gravi tous les 8 000 sauf le Manaslu, sur lequel il a perdu des compagnons lors d'une expédition en 1991 et ne souhaite pas y retourner, et le Shishapangma, dont il réalise l'ascension du sommet central, plus bas que le sommet principal. Il réussit également l'ascension de plus de 2 000 voies, ouvre une cinquantaine de premières, réalise une soixantaine de solitaires dans le VIe degré et redescend à ski quelques 8 000.
Hans Kammerlander est guide de haute montagne, moniteur de ski et directeur de l'école d'alpinisme du Tyrol du Sud.

### Filmographie
Apparition dans deux films de Werner Herzog :
- Gasherbrum, la montagne lumineuse, aux côtés de Reinhold Messner
- Cerro Torre, le cri de la roche, tourné sur le Cerro Torre en Patagonie aux côtés de Vittorio Mezzogiorno, Donald Sutherland et Mathilda May.